# Carlo Alighiero
Carlo Alighiero, nome d'arte di Carlo Animali (Ostra, 7 luglio 1927 – Roma, 11 settembre 2021), è stato un attore, doppiatore, regista teatrale, drammaturgo e direttore artistico italiano.

## Biografia
Dopo aver frequentato l'Accademia di belle arti di Brera a Milano, si iscrisse all'Università Bocconi e successivamente frequentò l'Accademia nazionale d'arte drammatica a Roma, dove ebbe come insegnanti, fra gli altri, Orazio Costa, Wanda Capodaglio, Sergio Tofano, Vittorio Gassmann e Silvio d'Amico.
Dal 1953 al 1964 fece parte della compagnia del Teatro Stabile di Padova, della compagnia Vittorio Gassmann, con Anna Proclemer, della compagnia dei Giovani (Giorgio De Lullo-Rossella Falk-Tino Buazzelli-Romolo Valli-Anna Maria Guarnieri), del Teatro Stabile di Trieste, del Teatro Convegno (Franco Volpi), del Teatro Stabile di Bari, (con Salvo Randone).
Nel 1970 formò una compagnia propria (compagnia Elena Cotta-Carlo Alighiero con Elsa Vazzoler, trasformata poi tre anni dopo in Cooperativa gruppo A.T.A. (Attori-tecnici-autori) con cui ha interpretato i maggiori classici del teatro. Nel 1985 la cooperativa rilevò la partecipazione di maggioranza relativa nella nascita del Teatro Manzoni di Roma, inaugurato nel gennaio 1986 con Arlecchino servitore di due padroni, per la regia dello stesso Alighiero.
Come autore teatrale scrisse Puccini e la luna, dedicato a Giacomo Puccini e alla sua Turandot, che interpretò e di cui curò la messinscena. Fra gli altri suoi lavori come autore: La città del sole, testo tratto da Tommaso Campanella; Ballata di Tommaso Campanella, scritto con Mario Moretti; La commedia dell'arte e il teatro comico, da Carlo Goldoni. Nel 2010 al Teatro Manzoni di Roma fu autore, interprete e regista della sceneggiata romana Attico con vista... vendesi, con Fabrizio Frizzi e Rita Forte e musiche di Enzo De Rosa.

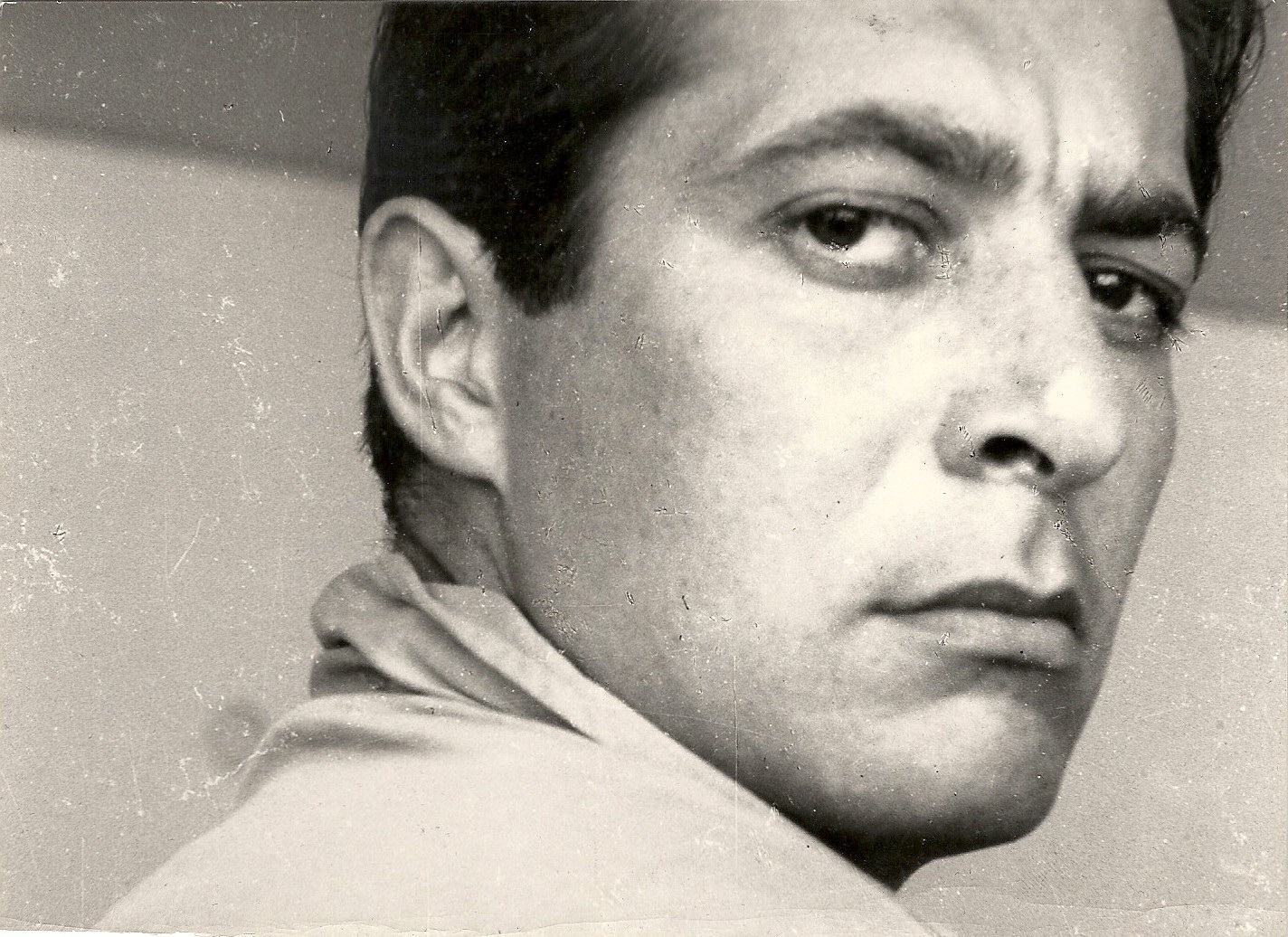

In televisione apparve nella serie Tenente Sheridan, in due episodi de Le inchieste del commissario Maigret (La vecchia signora di Bayeux, del 1966 e Maigret sotto inchiesta, del 1968), nella serie televisiva degli anni settanta Qui squadra mobile. Interpretò poi alcuni sceneggiati,  fra cui Una tragedia americana (1962), Lawrence d'Arabia (1969), E le stelle stanno a guardare (1971), Napoleone a Sant'Elena (1973) e fiction come Buio nella valle (1984) e Doppio segreto (1998). Nel 1968 fu la voce narrante dello sceneggiato di grande successo Odissea.
Al debutto nel cinema recitò nel 1955 nel ruolo di Guildenstern a fianco di Memo Benassi e Vittorio Gassman in una versione cinematografica di Amleto, da Shakespeare. Partecipò in seguito a diverse pellicole di genere spaghetti western e b-movie polizieschi di produzione italiana.
Era sposato con l'attrice Elena Cotta, dalla quale ha avuto due figlie. È morto nella sua abitazione romana l'11 settembre 2021 all'età di 94 anni dopo una breve malattia. I funerali sono stati celebrati il 14 settembre nella chiesa di San Francesco a Ripa, nel rione Trastevere. Dopo la cremazione le ceneri sono state tumulate al cimitero Flaminio.

## Filmografia
- Arriva la banda, regia di Tanio Boccia (1959)
- Le notti dei teddy boys, regia di Leopoldo Savona (1959)
- Urlatori alla sbarra, regia di Lucio Fulci (1960)
- Chiamate 22-22 tenente Sheridan, regia di Giorgio Bianchi (1960)
- Episodio, Spedizione punitiva di Cronache del '22, regia di Moraldo Rossi (1961)
- La suora giovane, regia di Bruno Paolinelli (1965)
- Il momento di uccidere, regia di Giuliano Carnimeo (1968)
- Mio zio Beniamino, l'uomo dal mantello rosso (Mon oncle Benjamin, l'homme à l'habit rouge), regia di Édouard Molinaro (1969)
- Un esercito di 5 uomini, regia di Italo Zingarelli (1969)
- Lo strano vizio della signora Wardh, regia di Sergio Martino (1971)
- Il gatto a nove code, regia di Dario Argento (1971)
- Girolimoni, il mostro di Roma, regia di Damiano Damiani (1972)
- Milano trema: la polizia vuole giustizia, regia di Sergio Martino (1973)
- I corpi presentano tracce di violenza carnale, regia di Sergio Martino (1973)
- La città gioca d'azzardo, regia di Sergio Martino (1975)
- La polizia accusa: il Servizio Segreto uccide, regia di Sergio Martino (1975)
- Morte sospetta di una minorenne, regia di Sergio Martino (1975)
- Roma a mano armata, regia di Umberto Lenzi (1976)
- Nella terra di nessuno, regia di Gianfranco Giagni (2001)

## Prosa radiofonica Rai
- La rappresentazione di Santa Uliva di Anonimo fiorentino, regia di Umberto Benedetto, trasmessa il 28 dicembre 1954.
- L'improvvisazione di Parigi, commedia di Jean Giraudoux, regia di Enzo Ferrieri, trasmessa il 18 luglio 1956.

## Prosa televisiva Rai
- La lepre finta, originale televisivo di Giuseppe Feroni, regia di Leonardo Cortese, trasmesso il 12 giugno 1964.
- Gli occhi consacrati di Roberto Bracco, regia di Carlo Di Stefano, trasmesso sul Programma Nazionale il 2 luglio 1965.

## Doppiaggio
- Anthony Quinn ne I cannoni di San Sebastian, Il sindaco
- Harris Yulin in Candidato all'obitorio, Scarface
- Dana Elcar in Soldato blu[3], La stangata
- Melvyn Douglas in Oltre il giardino
- Herbert Lom in La zona morta
- Laurence Olivier in Gli ultimi giorni di Pompei
- Gene Hackman ne Il giorno dei lunghi fucili
- James Whitmore in Tora! Tora! Tora!
- Cesar Romero in L'uomo più forte del mondo
- Denholm Elliott in Quella notte inventarono lo spogliarello
- William Schallert in La calda notte dell'ispettore Tibbs
- Ralph Richardson ne Il lungo viaggio verso la notte
- Bernard Lee in Agente 007 - Una cascata di diamanti
- Julius Harris in Agente 007 - Vivi e lascia morire
- Harold Gould in Prima pagina
- Glenn Ford in Ultimo rifugio: Antartide
- Ed Flanders in A cuore aperto
- Edward Binns in Il verdetto
- Onikura in Robin e i 2 moschettieri e mezzo
- Grande Gufo in Brisby e il segreto di NIMH
- Fred Coplan in Il giorno della civetta
- Karl-Otto Alberty in Piedone d'Egitto
- Ángel del Pozo in Il prezzo del potere
- Claudio Nicastro in L'istruttoria è chiusa: dimentichi
- M. Emmet Walsh in Il momento di uccidere
- Tony Norton in ...continuavano a chiamarlo Trinità
- Noble Willingham in Paper Moon - Luna di carta
- Franco Fabrizi in The Viscount - Furto alla banca mondiale
- Julio Peña in La volpe dalla coda di velluto
- Edmund Purdom in Fracchia contro Dracula

## Doppiatori italiani
- Massimo Foschi in Un esercito di 5 uomini
- Arturo Dominici in Milano trema: la polizia vuole giustizia